# ユーカヌバ
ユーカヌバ (Eukanuba) は、マース インコーポレイテッドが製造・販売しているペットフード（ドッグフード・キャットフード）のブランド。2014年にプロクター・アンド・ギャンブル (P&G)からブランドを買収した。

## 概要
優れた栄養学をベースに、高品質の原材料を使ったプレミアムドッグフードを製造・販売している。
主に全国のペット専門店で販売されており、サイズ（小型犬・中型犬・大型犬）、年齢（子犬・成犬・高齢犬）、ライフスタイル（体重管理用・健康維持用）、犬種、悩みに合わせて製品を選ぶことができる。

## ユーカヌバブランドの原点
ユーカヌバは、アイムスの創設者ポール・F・アイムスが設立。ブランド名であるユーカヌバはジャズ文化から生まれた言葉で「最高」や「究極」を意味する。

## 原材料と品質管理
ユーカヌバのペットフードは厳格な基準を満たした原材料のみ使用され、材料の栄養価を損なわないための環境管理、調理温度や食材の配合率にも厳しい基準が設けられている。出荷前には150以上の品質検査が行われる。
食品工場の安全性検査と衛生検査は、人用の食品工場検査を行うAmerican Institute of Baking（AIB）で毎年行い、人用の食品工場同様の検査体制を整えている。 

## ユーカヌバの栄養学
ユーカヌバフードの栄養学は、人における栄養学を犬に展開するのではなく、犬の栄養学に基づいて検証・確認した上で成り立っている。犬独自の栄養ニーズや配合バランスはこの長年の研究を積み重ねて生み出された。研究・開発の拠点はオハイオ州ルイスバーグ・イノベーションセンターであり、獣医学や栄養学の専門家が研究を行っている。 

ユーカヌバは犬に欠かせない栄養素、「タンパク質・脂肪・炭水化物」の質・バランスともにこだわって配合している。
- タンパク質

本来肉食であるイヌにとって消化の良い、必要な栄養分がしっかり吸収される良質な鶏肉やラム肉（動物性タンパク質）を使用。
- 脂肪

皮フ・被毛の健康のために2種類の脂肪酸（オメガ－6脂肪酸・オメガ－3脂肪酸）を適正なバランスで配合し、つやのある被毛をサポート。
- 炭水化物

健康的な血糖に配慮し、オオムギ・ソルガムの混合を配合。炭水化物に含まれる中発酵性繊維質のビートパルプが、犬の腸の健康をサポート。

## 沿革
- 1946年
  - ポール・F・アイムスによってアイムス社設立
  - 動物性タンパク質を主なタンパク質源として含有した、エクストリュージョン（押し出し）技術によって製造されるペットフードの開発
- 1969年
  - ユーカヌバ・ブランド発売開始
- 1976年
  - アイムス・ブランド発売開始
- 1994年
  - オメガ-6とオメガ-3脂肪酸を5～10：1の割合にすることが、犬の皮フ・毛づやに貢献することを発見
  - 糞便の量と栄養吸収を適切にコントロールしつつ、通常の繊維量を減量用のペットフードに使用
- 1995年
  - アイムス・ジャパン設立
  - フラクトオリゴ糖（FOS）が小腸の細菌環境を整えることを発見
- 1996年
  - 大型犬種の子犬の骨格成長をサポートするペットフードを生産
- 1997年
  - 腸を健康に保つための適度な発酵性の繊維質、「ビートパルプ」をペットフードに配合
- 1998年
  - 腎臓の負担を軽減する犬用の繊維システム、「ナイトロジェン・トラップ」を開発
  - ペットフードにマンナンオリゴ糖（MOS）を配合することで、腸管内病原性細菌が腸管壁に付着することを制御し、腸内環境を健全に保つことを発見
- 1999年
  - P&Gグループの一員となる
- 2001年
  - 食中および食後の歯石蓄積の軽減をサポートする、マイクロ・クレンジング・クリスタル（MC）をフードにコーティングする技術を開発
- 2004年
  - DHAの配合比率の増加は、子犬のしつけのサポートとなることを発見
- 2015年
  - マース インコーポレイテッドがP&Gからユーカヌバ・ブランドを買収

## 主な商品
ドッグフード
- 子犬用
- 成犬用（健康維持用）
- 成犬用（体重管理用）
- 成犬用（活発犬用）
- シニア用
- ナチュラル ラム&ライス
- 犬種別サポート
- スペシャルサポート

キャットフード
- 子猫用キャットフード
- 健康維持用キャットフード
- 毛玉ケア用キャットフード
- 体重管理用キャットフード
- シニア猫用キャットフード